# Rezervní fond (obchodní společnosti)
Rezervní fond je fond určený ke krytí ztrát obchodní společnosti. Do konce roku 2013 jej povinně vytvářely akciové společnosti a společnosti s ručením omezeným, tato povinnost s novým zákonem o obchodních korporacích zanikla (až na výjimky u akciové společnosti). To ale jiným formám obchodních společností ani družstvům nebrání v tom, aby si rezervní fond vytvořily vlastní úpravou ve společenské smlouvě nebo stanovách. Do rezervního fondu se může ukládat část čistého zisku a další vlastní zdroje obchodní společnosti.

## Zvláštní rezervní fond na vlastní akcie
Akciová společnost, která vykáže v rozvaze v aktivech vlastní akcie, vytvoří ve stejné výši zvláštní rezervní fond. Zcizí-li společnost vlastní akcie, které vlastní nebo o jejichž hodnotu sníží základní kapitál, uvolní tím prostředky vázané ve zvláštním rezervním fondu a může je nadále využívat bez dosavadního omezení. K jinému účelu společnost zvláštní rezervní fond použít nesmí.